# NGC 7578A
NGC 7578A (другие обозначения — PGC 70933, NGC 7578-1, ZWG 454.22, UGC 12477, VV 181, MCG 3-59-24, ARP 170, HCG 94A, HCG 94B) — линзообразная галактика (S0) в созвездии Пегас.
Этот объект входит в число перечисленных в оригинальной редакции «Нового общего каталога».